# Charles Musonda
Charles Musonda (Mufulira, Zambia, 22 de agosto de 1969) es un exfutbolista de Zambia que jugaba en la posición de centrocampista.
Es padre del también futbolista Charly Musonda.

## Carrera

### Club
| Periodo   | Club                            |
| --------- | ------------------------------- |
| 1985-1986 | Mufulira Wanderers              |
| 1986-1987 | Círculo de Brujas               |
| 1987–1997 | RSC Anderlecht                  |
| 1996–1997 | → Sacramento Scorpions (cedido) |
| 1997–1998 | Energie Cottbus II              |

### Selección nacional
Jugó para Zambia en 48 ocasiones de 1988 a 1993 y anotó cuatro goles; participó en la Copa Africana de Naciones 1986 y en los Juegos Olímpicos de Seúl 1988.

## Logros
- Belgian First Division: 1990–91, 1992–93, 1993–94, 1994–95
- Belgian Cup: 1987–88, 1988–89, 1993–94
- Belgian Super Cup: 1985, 1987, 1993, 1995